# کلیسای مریم مقدس (وانادزور)
کلیسای مریم مقدس (ارمنی: Սուրբ Աստվածածին եկեղեցի انگلیسی: Church of the Holy Mother of God) یک کلیسای حواری ارمنی واقع در وانادزور، ارمنستان می‌باشد. ساخت و ساز این ساختمان سال ۱۸۳۰ میلادی به پایان رسید.  این بنا به سبک معماری ارمنی طراحی شده‌است.